# Bulbostylis argentobrunnea
Bulbostylis argentobrunnea är en halvgräsart som beskrevs av Charles Baron Clarke. Bulbostylis argentobrunnea ingår i släktet Bulbostylis och familjen halvgräs. Inga underarter finns listade i Catalogue of Life.